# David Sutcliffe
David R. "Sutty" Sutcliffe (ur. 8 czerwca 1969 w Saskatoon) – kanadyjski aktor i reżyser filmowy i telewizyjny, najbardziej znany z roli Christophera Haydena, ojca Rory Gilmore (Alexis Bledel) i chłopakiem Lorelai Gilmore (Lauren Graham) w serialu The CW Kochane kłopoty (Gilmore Girls).

## Życiorys

### Wczesne lata
Urodził się w Saskatoon, w prowincji Saskatchewan, a wychowywał się w Grimsby i St. Catharines w Ontario. W dzieciństwie aktywnie zajmował się sportem. Aktorstwem na poważnie zainteresował się podczas swojej edukacji na Uniwersytecie Toronto, gdzie w Victoria College studiował literaturę angielską i grał w koszykówkę. Jednak musiał zrezygnować ze sportu, kiedy zdiagnozowano u niego dyskopatię.

### Kariera
Jego współlokator był scenarzystą poszukującym aktorów. Po ukończeniu studiów, David występował w teatrze. Trwale związał się także z kanadyjską telewizją i kinem. Wkrótce przeniósł się do Nowego Jorku i wtargnął do amerykańskiej telewizji przez reklamy. Wystąpił w wielu serialach, produkcjach telewizyjnych i filmach kinowych jak Pod słońcem Toskanii czy Szczęśliwe zakończenia. 
Jego najbardziej znane role to postać Patricka Owena, nauczyciela zakochanego w gwieździe filmu, w sitcomie Randka z gwiazdą i Dean Seagrave – amerykański gej obsesyjnie pożądający przystojnego Argentyńczyka – w komediodramacie Testosteron. Pojawił się też w sitcomie NBC Przyjaciele i serialu Lifetime Babski oddział.
10 listopada 2001 ożenił się z Julie McCullough, ale w grudniu 2003 roku doszło do rozwodu.